# Іволжанське
Іволжанське — селище в Україні, в Юнаківській сільській громаді Сумського району Сумської області. Населення становить приблизно 20 осіб. До 2020 року орган місцевого самоврядування — Кияницька сільська рада.

## Географія
Селище Іволжанське розташоване за 25 км від обласного центру, у напрямку м. Курськ, Росія, на березі річки Олешня. Вище за течією на відстані 2 км лежить селище Кияниця, нижче за течією на відстані 2 км — село Писарівка. На річці велика загата, що за розміром нагадує озеро. Глибина водойми не перевищує 4 м, є численні джерела. Селище оточене лісовим масивом (переважає дуб, а також клен, сосна). Поруч пролягає автошлях національного значення Н07 (Київ — Суми — Юнаківка).

## Історія
12 червня 2020 року, відповідно до розпорядження Кабінету Міністрів України № 723-р «Про визначення адміністративних центрів та затвердження територій територіальних громад Сумської області», селище увійшло до складу Юнаківської сільської громади.
19 липня 2020 року, в результаті адміністративно-територіальної реформи та ліквідації Сумського району(1923—2020), увійшло до складу новоутвореного Сумського району.

#### Російське вторгнення в Україну (з 2022)
14 серпня 2024 року оперативне командування «Північ» повідомило, що російський агресор обстріляв Сумську область. В селі зафіксовано один вибух, ймовірно КАБ.
27 липня 2025 року, близько 16:30, поблизу селища Іволжанське ворог атакував БпЛА рейсовий автобус із цивільними, який рухався  територією Юнаківської селищної громади. Загинуло троє цивільних, ще близько 20 пасажирів отримали поранення різного ступеня тяжкості/

## Економіка
- ТОВ „Завод «Еко-Продукт»“ — підприємство засноване у 1997 році на місці колишнього спиртзаводу. Виробляє столову мінеральну воду «Іволжанська», негазовану питну очищену воду «Іволжанське-1», газовані солодкі напої, а також пиво «Товариш» (витримано в дубових бочках), «Іволжанське» і «ЕКО».
- Платна риболовля на ставку.